# Ancona (Droma)
Ancona (en francès Ancône) és un municipi francès situat al departament de la Droma i a la regió d'Alvèrnia-Roine-Alps. L'any 2007 tenia 1.028 habitants.

## Demografia

### Població
El 2007 la població de fet d'Ancône era de 1.028 persones. Hi havia 440 famílies de les quals 129 eren unipersonals (47 homes vivint sols i 82 dones vivint soles), 128 parelles sense fills, 136 parelles amb fills i 47 famílies monoparentals amb fills.
La població ha evolucionat segons el següent gràfic:
Habitants censats

### Habitatges
El 2007 hi havia 477 habitatges, 443 eren l'habitatge principal de la família, 3 eren segones residències i 31 estaven desocupats. 405 eren cases i 71 eren apartaments. Dels 443 habitatges principals, 329 estaven ocupats pels seus propietaris, 107 estaven llogats i ocupats pels llogaters i 7 estaven cedits a títol gratuït; 2 tenien una cambra, 27 en tenien dues, 63 en tenien tres, 159 en tenien quatre i 192 en tenien cinc o més. 342 habitatges disposaven pel capbaix d'una plaça de pàrquing. A 212 habitatges hi havia un automòbil i a 200 n'hi havia dos o més.

### Piràmide de població
La piràmide de població per edats i sexe el 2009 era:
| Homes | Edats   | Dones |
| ----- | ------- | ----- |
| 0     | 95 o +  | 0     |
| 0     | 90 a 94 | 0     |
| 4     | 85 a 89 | 4     |
| 4     | 80 a 84 | 4     |
| 8     | 75 a 79 | 16    |
| 12    | 70 a 74 | 24    |
| 32    | 65 a 69 | 24    |
| 32    | 60 a 64 | 36    |
| 20    | 55 a 59 | 44    |
| 32    | 50 a 54 | 28    |
| 36    | 45 a 49 | 24    |
| 48    | 40 a 44 | 32    |
| 40    | 35 a 39 | 28    |
| 28    | 30 a 34 | 56    |
| 48    | 25 a 29 | 24    |
| 16    | 20 a 24 | 28    |
| 28    | 15 a 19 | 24    |
| 44    | 10 a 14 | 24    |
| 44    | 5 a 9   | 24    |
| 20    | 0 a 4   | 36    |

## Economia
El 2007 la població en edat de treballar era de 670 persones, 478 eren actives i 192 eren inactives. De les 478 persones actives 443 estaven ocupades (224 homes i 219 dones) i 36 estaven aturades (17 homes i 19 dones). De les 192 persones inactives 73 estaven jubilades, 50 estaven estudiant i 69 estaven classificades com a «altres inactius».

### Ingressos
El 2009 a Ancône hi havia 438 unitats fiscals que integraven 1.083 persones, la mediana anual d'ingressos fiscals per persona era de 17.114 €.

### Activitats econòmiques
Dels 35 establiments que hi havia el 2007, 2 eren d'empreses alimentàries, 2 d'empreses de fabricació d'altres productes industrials, 9 d'empreses de construcció, 7 d'empreses de comerç i reparació d'automòbils, 1 d'una empresa de transport, 2 d'empreses d'hostatgeria i restauració, 3 d'empreses financeres, 6 d'empreses de serveis, 1 d'una entitat de l'administració pública i 2 d'empreses classificades com a «altres activitats de serveis».
Dels 12 establiments de servei als particulars que hi havia el 2009, 1 era un establiment de lloguer de cotxes, 2 paletes, 2 guixaires pintors, 1 fusteria, 2 lampisteries, 1 electricista, 1 perruqueria, 1 restaurant i 1 saló de bellesa.
L'únic establiment comercial que hi havia el 2009 era una fleca.
L'any 2000 a Ancône hi havia 5 explotacions agrícoles.

## Equipaments sanitaris i escolars
El 2009 hi havia 1 escola maternal i 1 escola elemental.

## Poblacions més properes
El següent diagrama mostra les poblacions més properes.